# Timo Liekoski
Timo Liekoski (ur. 6 czerwca 1942 w Helsinkach) – fiński piłkarz występujący na pozycji bramkarza, trener.

## Kariera piłkarska
Timo Liekoski w wieku 18 lat wstąpił do fińskiej armii, skąd po dwuletniej służbie wyjechał do Stanów Zjednoczonych, gdzie początkowo pracował na zmywaku. W 1964 roku poznał Ala Millera i jego kolegów z drużyny uniwersyteckiej State University of New York at New Paltz - New Paltz State, do której wkrótce dołączył Liekoski grając na pozycji bramkarza. W latach 1966–1969 był zawodnikiem drużyny uniwersyteckiej Hartwick College, z którą występował w rozgrywkach NCAA. Studia ukończył w 1971 roku z tytułem licencjata w dziedzinie ekonomii, a potem z tytułem magistra w dziedzinie edukacji na Whittier College.

## Kariera trenerska
Timo Liekoski karierę trenerską rozpoczął w 1972 roku, gdy został trenerem drużyny uniwersyteckiej University of Wisconsin-Milwaukee - Milwaukee Panthers. W latach 1973–1975 trenował uniwersytecki zespół Hartwick College z bilansem: 30 wygrane - 9 remisów - 7 porażek i z którą w 1974 roku zajął 3.miejsce w rozgrywkach NCAA. W 1995 roku został wprowadzony do Hartwick College Athletic Hall of Fame.
W 1976 roku Al Miller został trenerem klubu ligi NASL - Dallas Tornado, którego Liekoski w latach 1976–1977 był asystentem. W 1978 roku Liekoski został pierwszym trenerem Houston Hurricane z którym został ogłoszonym Trenerem Roku w NASL. Jesienią został trenerem klubu ligi MISL - Houston Summit, z którym odniósł bilans 18 zwycięstw i 6 porażek oraz został ogłoszonym Trenerem Roku w MISL.
W latach 1980–1981 trenował Edmonton Drillers, z którym w sezonie 1981 zdobył halowe mistrzostwo NASL, jednak został zwolniony z klubu dnia 22 czerwca 1981 roku z powodu słabego początku sezonu: 6 zwycięstw i 12 porażek.
We wrześniu 1981 roku został trenerem klubu ligi MISL - New Jersey Rockets. W lutym 1982 roku został zwolniony z powodu słabych wyników: 4 zwycięstwa i 13 porażek. W lipcu 1982 roku został trenerem Cleveland Force, którego prowadził do 1988 roku, zdobywając w sezonie 1987/1988 wicemistrzostwo ligi.
Dnia 26 września 1988 roku został trenerem klubu ligi AISA - Canton Invaders, którego trenował do 1992 roku i zdobył z nim dwukrotnie mistrzostwo ligi (1989, 1990).
We wrześniu 1991 roku został asystentem Bory Milutinovica w reprezentacji Stanów Zjednoczonych, gdzie miał przygotowywać zawodników do serii gier z reprezentacjami europejskimi. Liekoski znalazł się również w sztabie trenerskim Milutinovica podczas mistrzostw świata 1994, na których reprezentacja Stanów Zjednoczonych była gospodarzem.
Następnie został trenerem olimpijskiej reprezentacji Stanów Zjednoczonych, którą przygotowywał na igrzyska olimpijskie 1996 w Atlancie. Jednak po słabym występie na igrzyskach panamerykańskich 1995 w argentyńskim Mar del Plata (trzy porażki, żadnej strzelonej bramki w fazie grupowej) oraz zaledwie 9.miejscu na letniej uniwersjadzie 1995 w japońskiej Fukuoce, Liekoski został zwolniony we wrześniu 1995 roku.
Dnia 5 grudnia 1995 roku Liekoski został trenerem klubu nowo utworzonej ligi Major League Soccer - Columbus Crew, jednak dnia 3 sierpnia 1996 roku zrezygnował z funkcji z powodu słabych wyników: 6 zwycięstw i 16 porażek. Następnie wrócił do Finlandii, gdzie w 1997 roku trenował klub MYPA.
W 1998 roku został zatrudniony przez Fiński Związek Piłki Nożnej, gdzie obejmował różne stanowiska trenerskie. W 1999 roku był trenerem futsalowej reprezentacji Finlandii, a potem trenował reprezentację Finlandii U-17.

## Osiągnięcia trenerskie

### Hartwick College
- 3.miejsce w NCAA: 1974

### Edmonton Drillers
- Halowe mistrzostwo NASL: 1981

### Cleveland Force
- Wicemistrzostwo MISL: 1988

### Canton Invaders
- Mistrzostwo AISA: 1989, 1990

### Indywidualne
- Trener Roku w MISL: 1979
- Trener Roku w NASL: 1979